# Lelhoningeter
De lelhoningeter (Melipotes carolae) is een zangvogel uit de familie Meliphagidae (honingeters).

## Verspreiding en leefgebied
Deze soort is endemisch in het Foja-gebergte in westelijk Nieuw-Guinea.